# Repas
Repas je priimek več znanih Slovencev:
- Jan Repas (*1997), nogometaš
- Jernej Repas, biofizik
- Martina Repas, pravnica
- Žiga Repas (*2001), nogometaš